# Mons Vitruvius

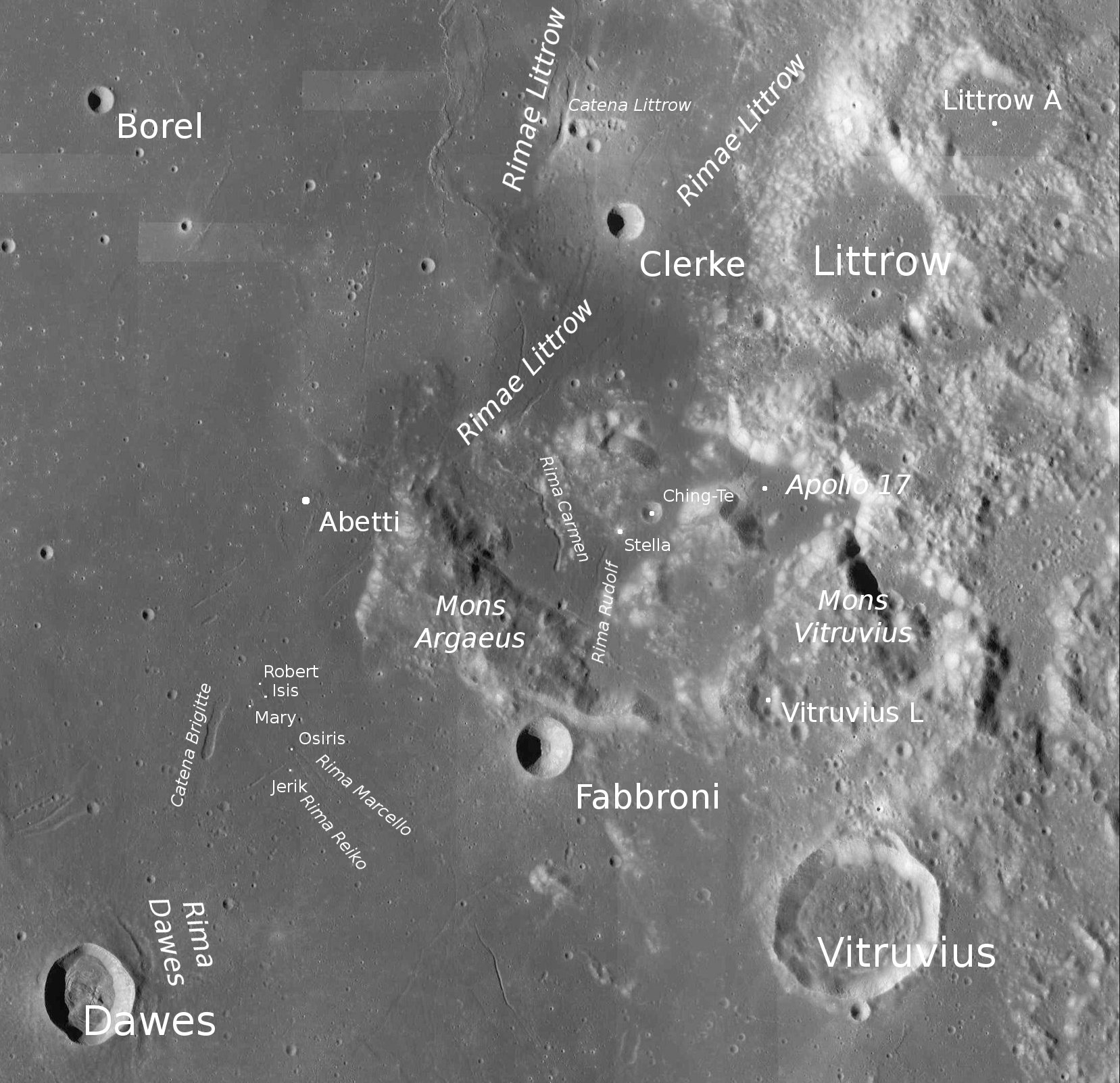
Poloha Mons Vitruvius.

Mons Vitruvius je hora v oblasti Montes Taurus na přivrácené straně Měsíce. Leží poblíž jihovýchodního okraje Mare Serenitatis (Moře jasu) a severně od Mare Tranquillitatis (Moře klidu).
Průměr základny je 15 km, střední selenografické souřadnice jsou 19,3° S a 30,8° V.
Východně lze nalézt kráter Maraldi. Západně pak leží horský masiv Mons Argaeus. Poblíž Mons Vitruvius také přistála v údolí Taurus–Littrow americká sonda mise Apollo 17.

## Název
Hora je pojmenována podle kráteru Vitruvius ležícího jiho-jihovýchodně, jenž získal své jméno podle římského architekta Marca Vitruvia Pollia.